# Saint (drag queen)
Saint (anteriormente St. Lucia), nombre artístico de Shaquille Foreman, es una artista drag estadounidense, concursante de la tercera y cuarta temporadas de The Boulet Brothers' Dragula, así como ganadora del especial The Boulet Brothers' Dragula: Resurrection.

## Carrera
Saint compitió en la tercera temporada del programa de telerrealidad estadounidense The Boulet Brothers' Dragula, que vio su emisión el 27 de agosto de 2019. Durante el segundo episodio ella y Yovska fueron nominadas como las dos peores del episodio, enfrentándose en un reto de exterminio, que finalmente supuso la eliminación de Saint.
Un año después, en 2020, compitió de nuevo en un especial derivado de la franquicia, The Boulet Brothers' Dragula: Resurrection, en el que fue declarada vencedora.
En 2021 compitió una vez más en The Boulet Brothers' Dragula, esta vez en su cuarta temporada, donde se posicionó como una de las cuatro finalistas junto con Sigourney Beaver, HoSo Terra Toma y Dahli, quien finalmente fue el vencedor de la temporada.
En 2022 copresentó un espectáculo drag junto con Tenderoni, ganador del premio a la drag queen del año. Ese mismo año protagonizó el musical "Halfway There (Half-O-Ween)" de la banda rock LVCRFT.